# Ammalortoq
L'Ammalortoq è un lago della Groenlandia. Si trova a 36 m sul mare, a 66°54'N 50°05'O; appartiene al comune di Qeqqata.